# Theodor Ferdinand Alexander Winkler
Theodor Ferdinand Alexander Winkler (* 1. Maijul. / 13. Mai 1888greg. in Reval, Gouvernement Estland, Kaiserreich Russland; † 19. November 1961 in Marburg) war ein Pädagoge und Historiker deutschbaltischer Herkunft.

## Leben
Winklers Vater war der Geistliche Rudolf Winkler, seine Mutter Marie, geb. Hörschelmann. Er besuchte das Nikolai-Gymnasium in Reval und studierte von 1907 bis 1915 Geschichte an der Kaiserlichen Universität Dorpat; hier war er Mitglied der Estonia. Von 1915 bis 1939 war er in Reval Lehrer für Geschichte. Von 1925 bis 1933 war er Inspektor und von 1934 bis 1939  Direktor der Domschule. Er war zeitweise Lehrer am Gustav-Adolf-Gymnasium. Von 1922 bis 1924 war er Mitarbeiter am Revaler Boten und von 1922 bis 1927 Stadtverordneter.
Nach der Aussiedlung der Deutschbalten in den Warthegau in Folge des Deutsch-Sowjetischen Grenz- und Freundschaftsvertrags war er von 1940 bis 1945 Bibliothekar an der Raczyński-Bibliothek in Posen. 1945 arbeitete er als Privatlehrer, ab 1946 bis zu seiner Pensionierung im Jahr 1953 war er Mitarbeiter für Geschichte an der Volkshochschule in Heide. Seine letzten Lebensjahre verbrachte er in Marburg.

## Mitgliedschaften
- 1956 ordentliches Mitglied der Baltischen Historischen Kommission[2]

## Werke
- Die Domkirchenfrage in geschichtlicher Beleuchtung
- Aus der Frühzeit des Estländischen Zeitungswesens. Reval 1929, S.-Abdr. aus d. Rev. Boten 1928
- Ritterschaftshauptmann Baron Eduard Maydell-Pastfer, ein Gedenkblatt. Ms. 1930
- Vom Leben und Untergang der Domschule zu Reval, der ältesten deutschen Auslandsschule. In: Schmidt: Bildungsarbeit im Ausland Braunschweig 1956